# Chiemsee (comune)
Chiemsee è un comune tedesco di 245 abitanti, situato nel land della Baviera.

## Geografia fisica
Il territorio comunale è costituito da tre grosse isole dell'omonimo lago: Herrenchiemsee, Frauenchiemsee (isola principale per numero di abitanti) e la disabitata Krautinsel. Il lago stesso e la piccola isola di Schalch non fanno parte di questo comune, ma sono gemeindefreies Gebiet del circondario di Traunstein.
Perciò le isole costituenti il comune sono exclave del circondario di Rosenheim, dato che la superficie lacustre appartiene al circondario di Traunstein.

## Attrattive
Il comune di Chiemsee presenta monumenti di grande interesse storico ed artistico:
- Castello di Herrenchiemsee, palazzo fatto erigere sull'isola di Herrenchiemsee da Ludovico II di Baviera ad imitazione della reggia di Versailles
- Ex convento di Herrenchiemsee, sull'omonima isola, antico convento di canonici agostiniani, oggi trasformato in museo / pinacoteca
- Abbazia di Frauenchiemsee, antica abbazia femminile, tuttora attiva, sulla Fraueninsel (aperta al pubblico solo la chiesa abbaziale)

## Altri progetti

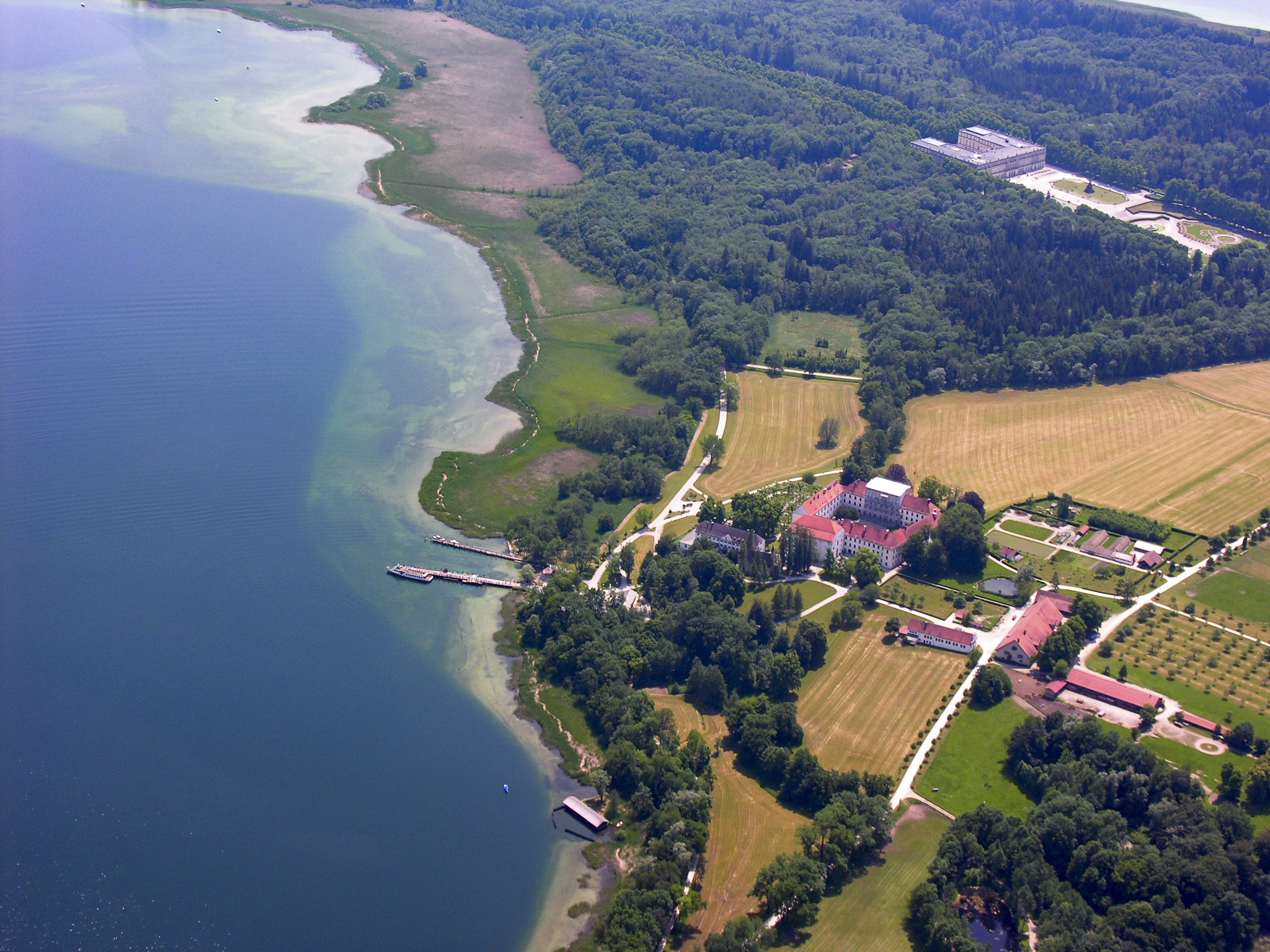
Veduta aerea parziale della Herrenchiemsee

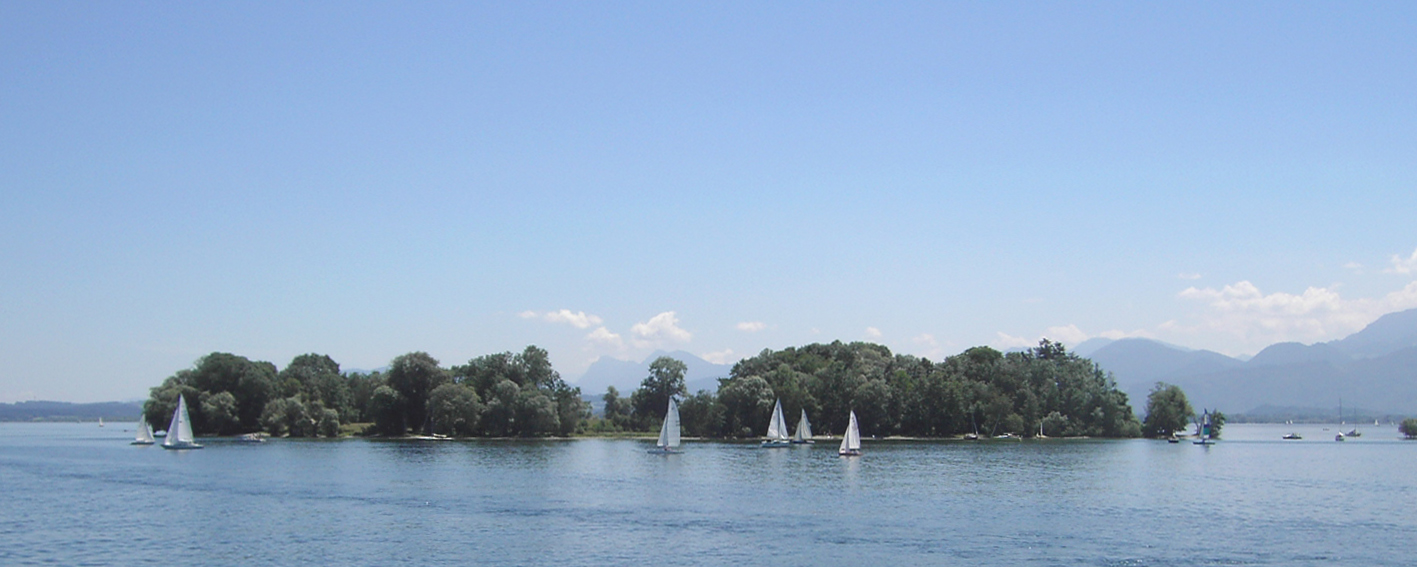
Krautinsel